# 토미 제임스
토미 제임스(Tommy James, 본명은 토머스 그레고리 잭슨(Thomas Gregory Jackson), 1947년 4월 29일 ~ )는 미국의 남성 가수, 기타리스트, 작사가, 작곡가, 편곡가, 밴드 리더, 음반 프로듀서이다.

## 생애
미국 오하이오주 데이턴 출생하였으며 미국 미시간주 나일스에서 성장한 그는 1958년 기타리스트로 첫 데뷔하였고 1964년 록 음악 밴드 "Tommy James & The Shondells"의 보컬리스트 겸 기타리스트로 정식 데뷔하였으며 1970년 솔로 가수로 데뷔하였다.

## 유명세
그는 보통적으로 대한민국 국내에서는 자신의 록 음악 밴드 "Tommy James & The Shondells" 시절에 히트한 《Mony mony》라는 작품으로써 널리 알려져 있다.